# Ulrike Lunacek
Ulrike Lunacek (ur. 26 maja 1957 w Krems an der Donau) – austriacka polityk, posłanka do Rady Narodowej, deputowana do Parlamentu Europejskiego VII i VIII kadencji.

## Życiorys
Kształciła się w Stanach Zjednoczonych, gdzie skończyła szkołę średnią. Na Leopold-Franzens-Universität Innsbruck ukończyła w 1983 studia w zakresie tłumaczeń z języka angielskiego i hiszpańskiego. Była m.in. pracownikiem socjalnym, referentem w organizacji kobiecej, redaktorem pisma „Südwind”, prowadziła także kursy języka niemieckiego dla imigrantów.
W 1999 została wybrana do Rady Narodowej z listy Zielonych, później trzykrotnie z powodzeniem ubiegała się o reelekcję (w 2002, 2006 oraz 2008). Deklaruje się jako pierwsza jawna lesbijka wybrana do austriackiego parlamentu. W ramach swojego ugrupowania objęła funkcję rzecznika m.in. odpowiedzialnego za sprawy równouprawnienia osób LGBT. W latach 2006–2009 pełniła funkcję współprzewodniczącej Europejskiej Partii Zielonych (obok Philippe'a Lambertsa).
W wyborach w 2009 z listy Zielonych uzyskała mandat posłanki do Parlamentu Europejskiego VII kadencji. W PE przystąpiła do grupy zielonych i regionalistów, Komisji Spraw Zagranicznych oraz Podkomisji Bezpieczeństwa i Obrony. W 2014 z powodzeniem ubiegała się o reelekcję, objęła funkcję wiceprzewodniczącej Europarlamentu VIII kadencji. W 2017 była kandydatką Zielonych na kanclerza Austrii, jej ugrupowanie w wyborach z października nie przekroczyło wówczas wyborczego progu do Rady Narodowej. W następnym miesiącu Ulrike Lunacek zrezygnowała z mandatu eurodeputowanej.
Ulrike Lunacek kontynuowała działalność polityczną w ramach Zielonych. W styczniu 2020 dołączyła do administracji nowego rządu Sebastiana Kurza w randze sekretarza stanu. Ustąpiła z tej funkcji w maju 2020 w związku z krytyką ze strony środowiska twórczych zarzucających jej zbyt mało działań dotyczących funkcjonowania placówek kulturalnych w okresie pandemii COVID-19.